# Shōkaku (porta-aviões)
O Shōkaku (翔鶴) foi um porta-aviões operado pela Marinha Imperial Japonesa e a primeira embarcação da Classe Shōkaku, seguido pelo Zuikaku. Sua construção começou em dezembro de 1937 no Arsenal Naval de Yokosuka e foi lançado ao mar em junho de 1939, sendo comissionado na frota japonesa no início de agosto de 1941. Ele era capaz de transportar mais de setenta aeronaves, era armado com uma bateria antiaérea de canhões de 127 e 25 milímetros, tinha um deslocamento carregado de mais de 32 mil toneladas e alcançava uma velocidade máxima de 34 nós.
A primeira ação da carreira do Shōkaku foi participar do Ataque a Pearl Harbor em dezembro de 1941, no início da Guerra do Pacífico. Depois disso, o navio participou de um ataque contra Rabaul em janeiro de 1942, de um ataque contra forças britânicas no Oceano Índico entre março e abril, da Batalha do Mar de Coral em maio e de vários confrontos e operações na Campanha de Guadalcanal, incluindo as Batalhas das Salomão Orientais em agosto e das Ilhas Santa Cruz em outubro. Ele foi seriamente danificado nesta última e precisou retornar ao Japão para passar por reparos.
O navio passou a maior parte de 1943 nas bases de Kure e Truk, saindo ocasionalmente para realizar treinamentos. No ano seguinte foi designado para atuar nas áreas próximas de Lingga e Singapura até junho, quando partiu para atacar forças Aliadas nas Ilhas Marianas. Esta ação resultou na Batalha do Mar das Filipinas em 19 de junho, quando foi torpedeado três vezes pelo submarino norte-americano USS Cavalla e depois acertado por uma bomba jogada por um bombardeiro. Estes acertos causaram grandes incêndios e inundações a bordo que afundaram o Shōkaku.